# 毛刺花椒
毛刺花椒（学名：Zanthoxylum acanthopodium var. timbor）为芸香科花椒属下的一个变种。

## 扩展阅读
- 維基物種上的相關：毛刺花椒